# Mexiko (film)
 For alternative betydninger, se Mexiko (flertydig). (Se også artikler, som begynder med Mexiko)
Mexiko er en dansk stum dramafilm fra 1908 produceret af Nordisk Films Kompagni og instrueret af Viggo Larsen.

## Handling
Utilfredsheden ulmer blandt befolkningen i det sydamerikanske land. Folk er vant til hyppigt skiftende regeringer og tager hurtigt den ene side, for straks at skifte til en anden.
En landmand, hvis datter elsker den unge Carlo Telesforo, holder fest. Men da Carlo allerede er forelsket i en fattig, men smuk blondine, lægger han ikke skjul på, at han ikke har sympati for den mørke Marguethe. Carlo er alene med sin elskede i parken; Desværre, da han tager sit lommetørklæde frem, mister han et brev fra en ven, der indtrængende advarer ham, da regeringen har sat en pris på hans hoved, fordi det er blevet opdaget, at han er en aktiv deltager i oprøret.
Marguethe skynder sig at fortælle sin far, der tilhører det regerende parti, at Carlo er en oprører. Carlo må flygte med det samme, og men han bliver straks forfulgt. Da forfølgerne når frem til Carlo, klatrer han op i et træ, og en mand venter allerede på ham, da Marguetha kommer ridende i hast på sin hest. "Vi vil fange ham i live," råber hun, "jeg vil have noget madding til fisken," og hun rider væk igen. Hun stopper ved det lille hus, hvor Carlos forlovede bor alene med sin søster. Med revolveren i hånden tvinger hun den unge pige til at sætte sig op på hesten, og hun galopperer af sted til det sted, hvor Carlo er fanget i træet. De begynder at piske den unge pige foran Carlos øjne, og han hopper hurtigt ned fra træet og slår skurkene til jorden, men i samme øjeblik bliver han anholdt. Han er bindes mellem to heste, og føres mod hovedstaden, hvor en betragtelig belønning for den gode fangst skal hentes. Men midt i skoven kommer en mand løbende med et telegram: Oprøret er brudt ud, regeringen er afsat og Carlo Telesforo er blevet udråbt til præsident. Lige pludselig er situationen blevet vendt om: Carlos' lænker løsnes; han er ikke kun en fri mand, men den fremmeste i republikken. De tidligere grusomme forfølgere svinger nu hattene for den nye præsident. Marguetha bringes for Carlo. "Hvad skal der ske med hende?" bliver der spurgt. "Slip det dårlige væsen fri," svarer Carlo. Marguetha hopper ind i buskene og rejser sin revolver for at skyde sin dødsfjende, men hun ombestemmer sig og sætter med et bittert smil en kugle gennem hovedet på sig selv.